# Cuniculina
Cuniculina é um género de bicho-pau pertencente à família Phasmatidae.
As espécies deste género podem ser encontradas em Madagáscar.
Espécies:
- Cuniculina cunicula (Westwood, 1859)
- Cuniculina insignis (Wood-Mason, 1873)
- Cuniculina obnoxia Brunner von Wattenwyl, 1907
- Cuniculina stilpna (Westwood, 1859)